# Numeración griega

Gráfico sacado de un papiro criptográfico en griego uncial del siglo IV. Por claridad se han coloreado las letras especiales digamma (azul, con forma stigma), coppa (verde) y sampi (rojo, con forma de as de picas).

La numeración griega (griego: Ελληνικό σύστημα αρίθμησης; latín: Numeri Graeci) fue un sistema de numeración alfabético decimal no posicional inventado por los griegos jónicos y difundido ampliamente por el Mediterráneo oriental. Fue la primera numeración de tipo alfabética, es decir, que usaba letras como si fueran cifras dándoles como valor su posición ordinal en el alfabeto (Α=1, Β=2...). A este sistema se le atribuye el origen en la ciudad de Mileto (en Jonia) por lo que se conoce de forma más específica como numeración jónica o milesia y también como numeración alejandrina. Este sistema tuvo gran éxito y fue ampliamente adaptado y modificado dando origen a múltiples sistemas como la numeración hebrea, árabe abyadí, armenia, georgiana, cirílica, etc. 
En la Grecia moderna aún se usa frecuentemente este sistema para los números ordinales y más raramente para los cardinales, de forma parecida al uso de las cifras romanas en Europa Occidental y América. Para el resto de usos se emplea la numeración arábiga moderna.

## Antecedentes

### Sistema micénico
Fue el sistema de numeración utilizado por las civilizaciones minoica y micénica. Figuran en las escrituras Lineal A y Lineal B. En la escritura chipro-minoica un signo con valor "100" estaría atestiguado en una gran tablilla de arcilla de Enkomi.
El sistema era de líneas y círculos, indicando la cantidad:
- líneas verticales para las unidades ( | = 1, || = 2, ||| = 3, etc.)
- líneas horizontales para las decenas (— = 10,  = 20,  = 30, etc.)
- círculos simples para las centenas (○ = 100,  = 200, etc.)
- círculos con líneas agregadas para las unidades de mil ( = 1000,  = 2000, etc.)
- círculos con líneas agregadas y una central para las decenas de mil ( = 10 000)

Por ejemplo, el número 22 362 se escribiría ||

### Sistema ático
El sistema de numeración más antiguo que usa el alfabeto griego fue la numeración ática, de tipo acrofónico, que funcionaba de forma parecida al romano, que deriva de este sistema a través del etrusco. La fórmula acrofónica era la siguiente: 
Ι = 1, Π = 5, Δ = 10, Η = 100, Χ = 1000 y Μ = 10 000.
Se denomina acrofónico porque, con excepción del símbolo para 1 (un mero trazo vertical), los demás procedían de la primera letra de cada número en escritura arcaica: πέντε (pénte, «cinco»), δεκα (déka, «diez»), ηεκατον (hekatón, «cien»), χιλιοι (chílioi, «mil»), μυριας (myrías «diez mil»).
Existían también combinaciones de Π (πεντε, pénte, 5), para 50, 500, 5000 y 50 000 añadiéndole versiones diminutas de los símbolos de las distintas potencias de diez:
𐅄 = 50, 𐅅 = 500, 𐅆 = 5000, 𐅇 = 50 000

## Sistema jónico
| Letra         | Valor |         | Letra | Valor | Letra | Valor |
| ------------- | ----- | ------- | ----- | ----- | ----- | ----- |
| α´            | 1     | ι´      | 10    | ρ´    | 100   |       |
| β´            | 2     | κ´      | 20    | σ´    | 200   |       |
| ɣ´            | 3     | λ´      | 30    | τ´    | 300   |       |
| δ´            | 4     | μ´      | 40    | υ´    | 400   |       |
| ε´            | 5     | ν´      | 50    | φ´    | 500   |       |
| ϝ´ / ϛ΄ / στ´ | 6     | ξ´      | 60    | χ´    | 600   |       |
| ζ´            | 7     | ο´      | 70    | ψ´    | 700   |       |
| η´            | 8     | π´      | 80    | ω´    | 800   |       |
| θ´            | 9     | ϙ´ / ϟ´ | 90    | ϡ´    | 900   |       |

A partir del siglo IV a. C., el sistema acrofónico fue siendo sustituido por un sistema alfabético cuasidecimal, llamado en ocasiones «jónico». A cada cifra de unidad (1 - 9) se le asigna una letra, a cada decena (10 - 90) otra letra y a cada centena (100 - 900) otra letra. Esto requiere 27 letras, así que se añadieron al sistema griego de 24 letras otras tres letras ya anticuadas:
- digamma (Ϝ) o stigma (ϛ) para el 6 (en griego moderno se emplea frecuentemente la combinación sigma-tau: στ),
- qoppa (ϙ) para el 90 (en griego moderno se utiliza el qoppa numérico: Ϟ, y existe la forma uncial Ҁ),
- sampi (Ϡ) para el 900.

Se coloca un acento agudo al final del grupo para distinguir números de letras. El sistema alfabético o jonio se basa en el principio de la suma en el que los valores numéricos de las letras se suman para formar el total. Por ejemplo, el 241 se representa como σμα´ (200 + 40 + 1).
Para representar números del 1 000 al 999 999 se vuelven a usar las mismas letras de las unidades, decenas y centenas, añadiendo un acento agudo invertido o una coma para distinguirlos. Por ejemplo, el 2004 se representa como ͵βδ´ (2000 + 4). No se utiliza ningún símbolo para representar el 0.
En griego moderno se utilizan tanto en minúsculas como en mayúsculas dependiendo del contexto. Así, cuando se usan como cardinales aparecen casi exclusivamente en minúsculas (p. ej. ͵αωκɣ΄, «1823»), mientras que cuando se usan como ordinales se suelen utilizar en minúscula en listados o en la paginación del prólogo de una publicación y en mayúscula en nombres dinásticos (p. ej. Φίλιππος Β΄, «Felipe II») y en la numeración de los capítulos de un libro.

## El cero helenístico
Los astrónomos helenísticos extendieron este sistema numérico a uno posicional sexagesimal limitando cada posición a un valor máximo de 50+9 e incluyendo un símbolo especial para el 0. Este cero se usaba más a menudo solo que en la representación de cifras. En este último caso, estaba limitado habitualmente a las fracciones (llamadas minutos, segundos, tercios, cuartos, etc.) –no se usaban en la parte entera de un número–.
El sistema, probablemente adaptado de la numeración babilónica por Hiparco hacia el 140 a. C., fue usado por Ptolomeo (hacia el año 140), Teón (hacia 380) y su hija Hipatia (muerta en 415). 
El cero sexagesimal griego se modificó con el tiempo. El símbolo empleado sobre papiro en el siglo II era un círculo pequeño con una barra encima de longitud varias veces el diámetro del círculo y terminado en ambos extremos de diversas formas. Más tarde la barra superior se redujo a una longitud igual al diámetro, similar a la moderna "ō", que aún era usada en documentos árabes de la Baja Edad Media en los que se usasen números alfabéticos. La barra fue eliminada en manuscritos bizantinos, dejando una "ο" a secas. Esta gradual evolución desde un símbolo inventado hasta el "ο", contradice la hipótesis de que la letra es la inicial de οὐδέν, que significa «nada».
Algunos de los ceros auténticos aparecían en la primera línea de cada una de sus tablas de eclipses, donde eran una medida de la separación angular entre el centro de la Luna y o bien el centro del Sol (para eclipses solares) o bien el centro de la sombra de la Tierra (para eclipses lunares). Todos estos ceros tomaron la forma "0 | 0 0", donde Ptolomeo de hecho usa tres de los símbolos descritos anteriormente. La barra vertical (|) indicaba que la parte integral a la izquierda estaba en una columna distinta marcada en los encabezamientos de sus tablas como dígitos (de cinco minutos de arco cada), mientras que la parte fraccional estaba en la siguiente columna marcada minutos de inmersión, con el significado de 1/60 (y 1/360) de un dígito